# Рик Карсдорп
Рик Карсдорп (на нидерландски Rick Karsdorp) е нидерландски професионален футболист, който играе като десен защитник за нидерландския ПСВ Айндховен и националния отбор на Нидерландия. 

## Клубна кариера

### Фейеноорд
Карсдорп започва кариерата си в VV Schoonhoven. През 2004 г. е привлечен от скаутите на Фейенорд в академията на отбора. Прави дебюта си за мъжкия отбор на 6 август 2014 г. срещу Бешикташ в мач от третия квалификационен кръг на Шампионска лига на УЕФА. 

### Рома
На 28 юни 2017 г. Карсдорп е привлечен от италианския Рома и подписва контракт за 5 години. Трансферната сума е 14 милиона евро, което го прави най-скъпо продадения играч в историята на Фейенорд. 

## Международна кариера
Карсдорп получава първата си повиквателна за мъжкия национален отбор на Нидерландия през септември 2015. Тогава Нидерландия играе квалификационни срещи за Европейско първенство по футбол 2016. 
| Клуб              | Сезон             | Лига              | Лига   | Лига   | Купа             | Купа             | Европейски турнири | Европейски турнири | Други турнири | Други турнири | Общо   | Общо   |
| Клуб              | Сезон             | Първенство        | Мачове | Голове | Мачове           | Голове           | Мачове             | Голове             | Мачове        | Голове        | Мачове | Голове |
| Холандия          | Холандия          | Холандия          | Лига   | Лига   | Купа На Холандия | Купа На Холандия | Европа             | Европа             | Други         | Други         | Общи   | Общи   |
| ----------------- | ----------------- | ----------------- | ------ | ------ | ---------------- | ---------------- | ------------------ | ------------------ | ------------- | ------------- | ------ | ------ |
| Фейеноорд         | 2014 – 15         | Ередивизие        | 20     | 0      | 0                | 0                | 5                  | 0                  | 1             | 0             | 21     | 0      |
| Фейеноорд         | 2015 – 16         | Ередивизие        | 29     | 0      | 6                | 0                | –                  | –                  | –             | –             | 35     | 0      |
| Фейеноорд         | 2016 – 17         | Ередивизие        | 30     | 1      | 4                | 0                | 6                  | 0                  | 1             | 0             | 41     | 1      |
| Фейеноорд         | Общи              | Общи              | 79     | 1      | 10               | 0                | 11                 | 0                  | 2             | 0             | 102    | 1      |
| АС Рома           | 2017              | Серия А           |        |        |                  |                  |                    |                    |               |               |        |        |
| Общо за кариерата | Общо за кариерата | Общо за кариерата | 79     | 1      | 10               | 0                | 11                 | 0                  | 2             | 0             | 102    | 1      |

## Отличия
Фейеноорд
- Ередивизи: 2016/17
- Купа На Холандия: 2015/16

Рома
- Лига на конференциите: 2021/22